# IC 334
IC 334 — галактика типу I/P () у сузір'ї Жираф.
Цей об'єкт міститься в оригінальній редакції індексного каталогу.